# Lijst van gouverneurs van Tirol

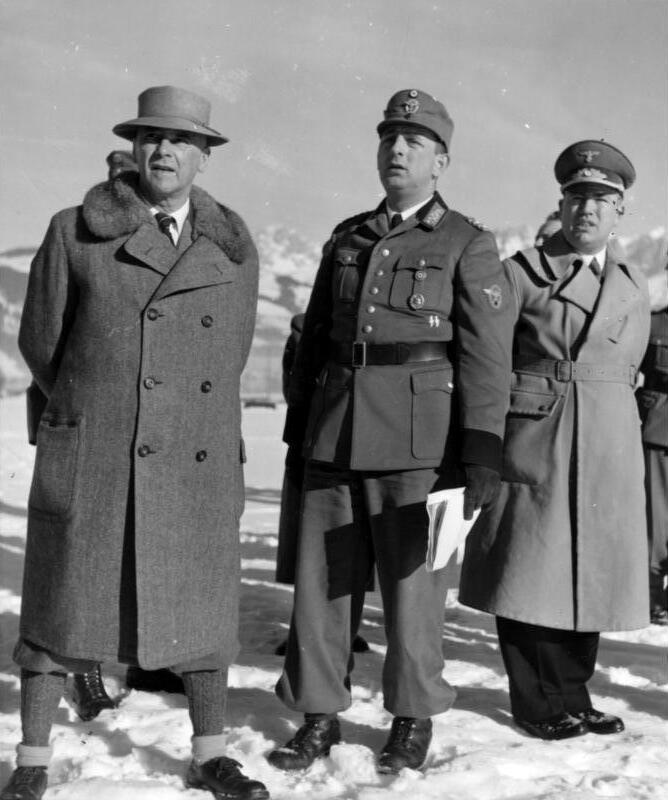
Gauleiter und Reichsstatthalter Franz Hofer (rechts) in 1939 in Kitzbühel

De Gouverneur (Landeshauptmann) van Tirol is de regeringsleider van deze Oostenrijkse deelstaat.

## Lijst van gouverneurs van Tirol
| Persoon                                      | periode                             | partij       |
| -------------------------------------------- | ----------------------------------- | ------------ |
| Hieronymus von Klebelsberg                   | april 1861 - 26 februari 1862       |              |
| Johann Kiechl                                | 26 februari 1862 - 1866             |              |
| Johann Baptist Hasslwanter                   | 1866 - 1869                         |              |
| Eduard Grebmer von Wolfsthurn                | 1869 - 1871                         |              |
| Franz Ritter von Happ-Heidenburg             | 14 september 1871 - 1876            |              |
| Florian Blaas                                | 1876                                | liberaal     |
| Wilhelm von Bossi-Fedrigotti                 | 1877 - 29 juni 1881                 |              |
| Franz Freiherr von Happ-Heidenburg           | 29 juni 1881 - 1889                 |              |
| Freiherr von Hippoliti (waarnemend)          | 1889                                |              |
| Anton Graf von Brandis                       | 1889 - 1904                         |              |
| Theodor Freiherr von Kathrein                | 1904 - 1916                         | conservatief |
| Aemilian Schöpfer                            | 1916 - 1917                         | CS           |
| Josef Schraffl                               | 1917 - 6 juni 1921                  | CS           |
| Franz Stumpf                                 | 7 juni 1921 - 28 februari 1935      | CS; 1934: VF |
| Josef Schumacher                             | 21 maart 1935 - 12 maart 1938       | VF           |
| Edmund Christoph                             | 12 maart 1938 - 24 mei 1938         | NSDAP        |
| Franz Hofer vanaf 1.4.1940 Reichsstatthalter | 24 mei 1938 - 3 mei 1945            | NSDAP        |
| Karl Gruber                                  | 4 mei 1945 - 20 oktober 1945        | ÖVP          |
| Alfons Weissgatterer                         | 20 oktober 1945 - 31 januari 1951   | ÖVP          |
| Alois Grauss                                 | 27 februari 1951 - 12 november 1957 | ÖVP          |
| Hans Tschiggfrey                             | 12 november 1957 - 30 juni 1963     | ÖVP          |
| Eduard Wallnöfer                             | 30 juni 1963 - 2 maart 1987         | ÖVP          |
| Alois Partl                                  | 5 maart 1987 - 24 september 1993    | ÖVP          |
| Wendelin Weingartner                         | 24 september 1993 - 26 oktober 2002 | ÖVP          |
| Herwig van Staa                              | 26 oktober 2002 - 1 juli 2008       | ÖVP          |
| Günther Platter                              | 1 juli 2008 - 25 oktober 2022       | ÖVP          |
| Anton Mattle                                 | sinds 25 oktober 2022               | ÖVP          |